# Longicoelotes
Longicoelotes är ett släkte av spindlar. Longicoelotes ingår i familjen mörkerspindlar.
Kladogram enligt Catalogue of Life:
| Longicoelotes | \| \| Longicoelotes karschi \| \| \| \| \| \| Longicoelotes kulianganus \| \| \| \| \| \| Longicoelotes senkakuensis \| \| \| \| |
|               | \| \| Longicoelotes karschi \| \| \| \| \| \| Longicoelotes kulianganus \| \| \| \| \| \| Longicoelotes senkakuensis \| \| \| \| |
|               | Longicoelotes karschi |
|               | |
|               | Longicoelotes kulianganus |
|               | |
|               | Longicoelotes senkakuensis |
|               | |